# Aleksandr Sálnikov
Aleksandr Petróvich Sálnikov (en ruso: Александр Петрович Сальников; Sebastopol, Ucrania; 3 de julio de 1949-17 de noviembre de 2017) fue un baloncestista soviético. Con 1,97 m de estatura, jugaba en el puesto de alero. Consiguió ocho medallas en competiciones internacionales con la Unión Soviética.

## Trayectoria jugador
- 1968-1972  Krasnodar
- 1973-1974  Budivelnyk Kiev
- 1974-1976  CSKA Moscú
- 1976-1977  Budivelnyk Kiev
- 1978-1981  SKA Kiev